# Agnieszka Rylik

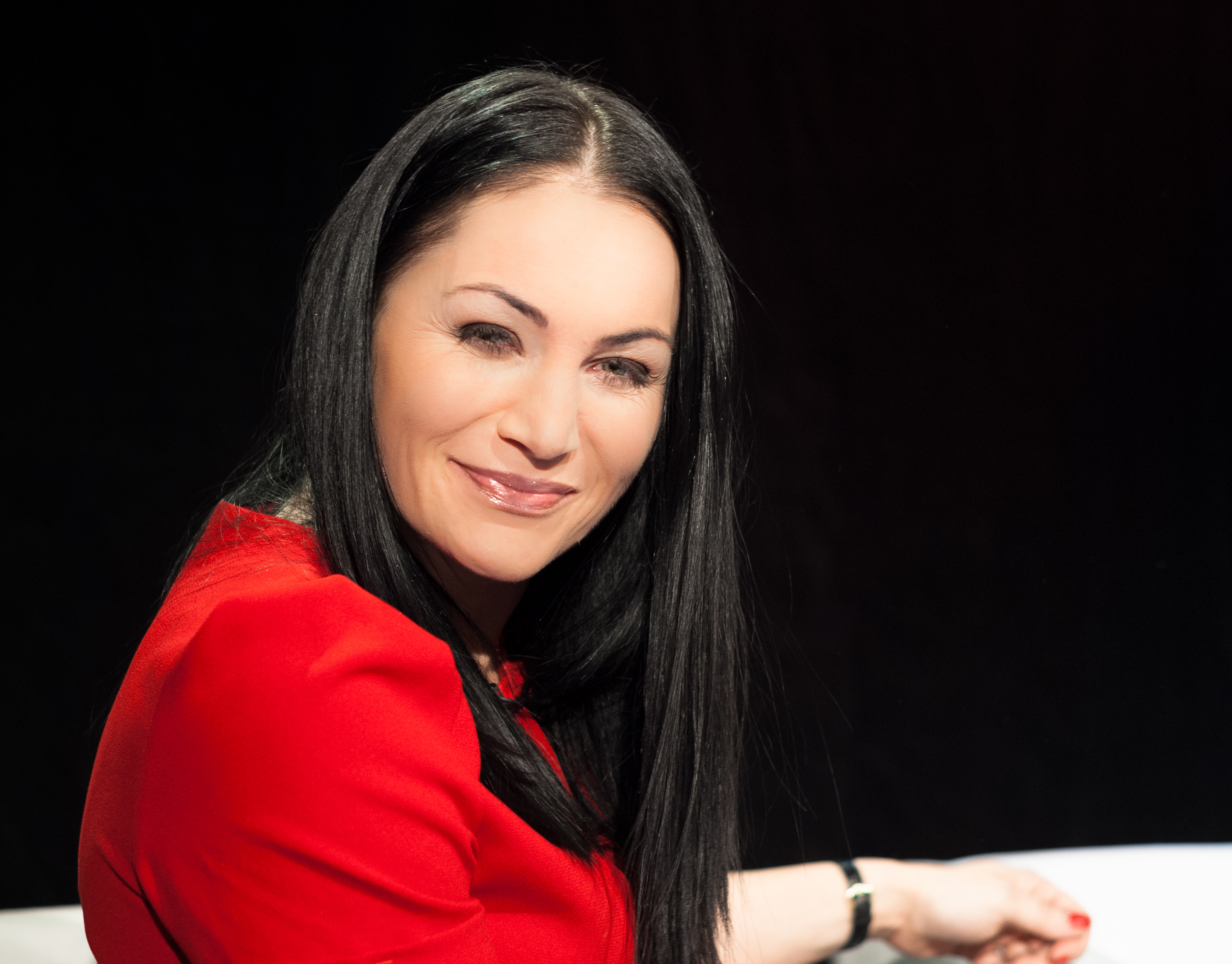
Agnieszka Rylik

Agnieszka „Aga“ Rylik (* 21. Januar 1974) ist eine polnische Boxerin.

## Leben und Karriere
Bereits mit 15 begann sie fürs Kickboxen zu trainieren.
Es dauerte weniger als ein Jahr, als sie Zweite bei den Senioreneuropameisterschaften wurde und im Alter von 17 Jahren wurde sie Weltmeisterin. Seitdem erreichte sie das Europameisterschafts-Podium 3-mal inklusive ein Sieg im Finale über die Russin Zulfia Koutdoussova. Rylik wurde dreimal Polens beste Kickboxerin.
Am 4. März 2000 in Toruń, Polen gewann sie ihr Debüt als Profiboxerin mit einem TKO in der vierten Runde über Sylvia Porteleki aus Ungarn. Am 8. April 2000 in der Nowa Halle Sportowa Gdańsk gewann Rylik mit einem einfachen Knockout (KO) in der ersten Runde gegen Piroska Beki aus Ungarn, welche 1-2 verlor.
Am 24. Juni 2000 in Toruń gewann Agnieszka den WIBF Weltergewicht-Titel gegen Samantha Rein aus Deutschland mit einem technischen KO in der vierten Runde. Rylik war schneller und stärker als Rein. Rein verlor 0-3-1.
Im Oktober 2000 in Kołobrzeg sahen 2500 Leute, wie Agnieszka in ihrer Heimatstadt den Juniorenweltmeisterschaftstitel im Weltergewicht mit einem KO in der vierten Runde über die ehemalige Weltmeisterin Diana Dutra aus Kanada gewann. Am 17. Februar 2001 in Kołobrzeg, Polen verteidigte Agnieszka erfolgreich den WIBF Junioren-Weltmeistertitel im Weltergewicht gegen Snodene Blakeney aus Austin (Texas). Laut Bericht des Reporters Krzystof Zbarski zeigte Blakeney ungewöhnliche Ausdauer. Am 17. März 2001 in der FTC Handball Arena in Budapest erhöhte Rylik ihren Rekord auf 6-0 (5 KOs), mit einem KO in der zweiten Runde gegen Sanja Stunja aus Kroatien in einem Kampf, in dem es um nichts ging und der für sechs Runden angesetzt war.
Rylik verteidigte in Kołobrzeg, Polen, am 9. Juni 2001 den WIBF Junioren-Weltergewichtstitel mit einem KO in der dritten Runde gegen Ann Haik aus Pearl River, Louisiana. Haik verlor schon vorher im Leichtgewicht oder Fliegengewicht gegen Brenda Vickers, Melinda Robinson, Mia St John, Snodene Blakeney und Vicki Woods.
Am 13. Oktober 2001 im Nepligeti Sportcsarnok in Budapest erhöhte Rylik ihren Rekord auf 8-0 (7 KOs) mit einem technischen KO in der fünften Runde gegen Tanja Rotkvik aus Deutschland.
Am 27. Oktober in Kołobrzeg, gewann Rylik erneut den WIBF Junioren-Weltergewichtstitel und erhöhte auf 9-0 (8 KOs) mit einem technischen KO gegen Kada Omerovic aus Bosnien-Herzegowina, die mit 7-2-1 (3 KO) verlor. Omerovic kam nicht über die vierte Runde hinaus in einem Kampf der auf 10 Runden angesetzt war. Am 14. Dezember 2001 in Budapest, Ungarn gewann Agnieszka Rylik mit einem KO in der dritten Runde gegen Silvia Leon aus Spanien. Rylik war von Beginn an aggressiv und kämpfte mit beiden Händen. Leon war in der Lage, sich wegzudrehen. Der Kampf wurde vor der vierten Runde beendet, da Silvia Leons Nase anscheinend gebrochen war. Am 22. Januar 2002 besiegte Rylik in Gdynia, Polen die britische Debütantin Tracy Wilcox mit einem TKO in der fünften Runde in einem Kampf, in dem es um keinen Titel ging. Rylik erhöhte mit dem Gewinn ihren Rekord auf 11-0 (10 KOs). Am 24. Mai 2002 gewann im Elektromos Sportcsarnok in Budapest, Ungarn Agnieszka Rylik mit einem KO in der dritten Runde gegen Ragan Pudwill aus Mandan, North Dakota, die mit 3-8-0 (0 KOs) verlor. Am 22. Oktober 2002 in Sopot, Polen gewann Agnieszka einen Kampf der über sechs Runden ging gegen Borislava Goranova aus Sofia, Bulgarien. Rylik versus Byrd: Am 22. März 2003 im Mandalay Bay Casino in Las Vegas, gewann die ehemalige IFBA Federgewichts-Weltmeisterin Tracy Byrd aus Flint, Michigan gegen Agnieszka. Dies war Ryliks erster Kampf außerhalb Europas. Entscheidend war Byrds große Erfahrung und Stärke und die Tatsache, dass Rylik weit weg von zu Hause kämpfte.
Am 22. November 2003 kehrte in der King’s Hall in Belfast, Nordirland Rylik in den Ring zurück und gewann einen Sechs-Runden-Kampf gegen Borislava Goranova aus Sofia, Bulgarien. Den Kampf sahen nur eine Handvoll Fans, weil sich die Ränge nach und nach füllten.
Am 10. April 2004 gewann in der M.E.N.-Arena in Manchester, England Rylik gegen Eliza Olson aus den USA im Kampf um die WIBF und WIBO Weltergewicht-Titel.
Am 18. Dezember gewann Agnieszka Rylik im Bujtosi Sport and Leisure Center in Nyíregyháza, Ungarn einen klaren Kampf über 10 Runden gegen Iva Weston aus Barrackpore, Nord Trinidad und verteidigte damit ihren WIBF Weltergewicht-Titel. Es gab keine Knockdowns. Trinidad und Tobagos internationaler Ringrichter Buxo Potts, der den Kampf leitete, sagte, es gäbe eine Klausel für eine Rückkehr im Vertrag und Rylik müsse Weston in sechs Monaten ein Re-Match in Port of Spain geben. Weston bekam 5.000 US-Dollar für den Kampf, verlor aber mit 9-2-0 (1 KO). Am 11. Juni 2005 im Madison Square Garden, New York City, gewann Agnieszka einen klaren Kampf über sechs Runden gegen Tawnyah Freeman aus Fort Smith, Arkansas.